# Nibley (Utah)
Pour les articles homonymes, voir Nibley.
Nibley est une municipalité américaine située dans le comté de Cache en Utah. Lors du recensement de 2010, sa population est de 5 438 habitants.

## Géographie
Nibley est située au sud de Logan, dans la vallée de Cache (Cache Valley).
La municipalité s'étend sur 4,03 milles carrés (10,44 km2).

## Histoire
La localité est à l'origine un quartier de Millville, connu sous le nom de West Millville. Dans les années 1920, la localité devient juridiquement indépendante de Millville et est renommée en l'honneur de Charles Wilson Nibley, un leader mormon local,. Nibley devient une municipalité le 30 août 1935. Desservie par la U.S. Route 89, elle connaît une importante croissance depuis les années 1970 et plus particulièrement depuis le début du XXIe siècle.

## Démographie
La population de Nibley est estimée à 6 917 habitants au 1er juillet 2017. Celle-ci est nettement plus jeune que le reste du pays : en 2010, Nibley compte 43,4 % de moins de 18 ans et 13,6 % de moins de 5 ans, contre 31,5 % et 9,5 % dans l'Utah et 24 % et 6,5 % aux États-Unis.
| Groupe          | Nibley (2016) | Utah (2017) | États-Unis (2017) |
| --------------- | ------------- | ----------- | ----------------- |
| Blancs          | 90,8          | 90,9        | 76,6              |
| Métis           | 1,4           | 2,5         | 2,7               |
| Afro-Américains | 0,7           | 1,4         | 13,4              |
| Asiatiques      | 0,4           | 2,6         | 5,8               |
| Amérindiens     | 0,1           | 1,5         | 1,3               |
|                 |               |             |                   |
| Hispaniques     | 10,4          | 7,0         | 18,1              |

Le revenu par habitant était en moyenne de 20 777 dollars par an entre 2012 et 2016, en dessous de la moyenne de l'Utah (25 600 dollars) et de la moyenne nationale (29 829 dollars), malgré un revenu médian par foyer supérieur (76 250 dollars à Nibley contre 62 518 dollars dans l'Utah et 55 322 dollars aux États-Unis). Sur cette même période, 6,5 % des habitants de Nibley vivaient sous le seuil de pauvreté (contre 10,2 % dans l'État et 12,7 % à l'échelle des États-Unis).